# Boxtel
Boxtel (anhörenⓘ) ist ein Ort und eine Gemeinde in der niederländischen Provinz Noord-Brabant.
Boxtel liegt an der Dommel in der Mitte des Dreiecks Tilburg, Eindhoven und ’s-Hertogenbosch.
Dies machte Boxtel schon früh zu einem Verkehrsknotenpunkt.

## Geschichte
Die ersten Erwähnungen von Boxtel stammen aus dem 11. Jahrhundert. Danach wurde die Herrlichkeit Boxtel lange Zeit durch adelige Familien regiert, als Lehen der Herzöge von Brabant. Wilhelm von Randerode (von der Burg Randerath), ein Sohn von Ludwig von Randerode, ließ sich Anfang des 13. Jahrhunderts in Boxtel nieder und nahm den Namen Willem van Boxtel an. Er erbaute hier das Schloss Stapelen. Die Tochter Willems III. van Boxtel, Maria, heiratete in zweiter Ehe kurz nach 1350 Dirk von Merheim; so gelangten die Herrlichkeiten Boxtel, Grevenbroek und Gansoyen in den Besitz der Familie von Merheim. Weiterhin ansässig wurden die Familien Van Horn, Van Cuyk und Van Ranst.
Im 14. Jahrhundert geschah nach der Überlieferung in Boxtel das Wunder des Heiligen Blutes. Noch immer findet jedes Jahr am ersten Sonntag nach Pfingsten die so genannte Blutprozession statt. Der päpstliche Legat Kardinal Pietro Pileo di Prata ließ das Ereignis von Boxtel genau untersuchen, erkannte es als echt an und erlaubte per Dekret vom 25. Juni 1380 die dortige Wallfahrt.
Seit einer kommunalen Neugliederung im Jahre 1996 gehört das nahegelegene Liempde zu Boxtel und ein Teil von Gemonde, das zu Boxtel gehörte, kam zur Gemeinde Sint-Michielsgestel.
Schloss Stapelen (niederländisch Kasteel Stapelen) und die Sankt-Peters-Kirche (niederländisch: Sint Petruskerk) sind Baudenkmäler in Boxtel.

## Weitere Ortschaften
Den Berg, De Vorst, Esch, Hal, Kasteren, Kinderbos, Langenberg, Lennisheuvel, Liempde, Luissel, Nergena, Roond, Tongeren und Vrilkhoven

## Bilder

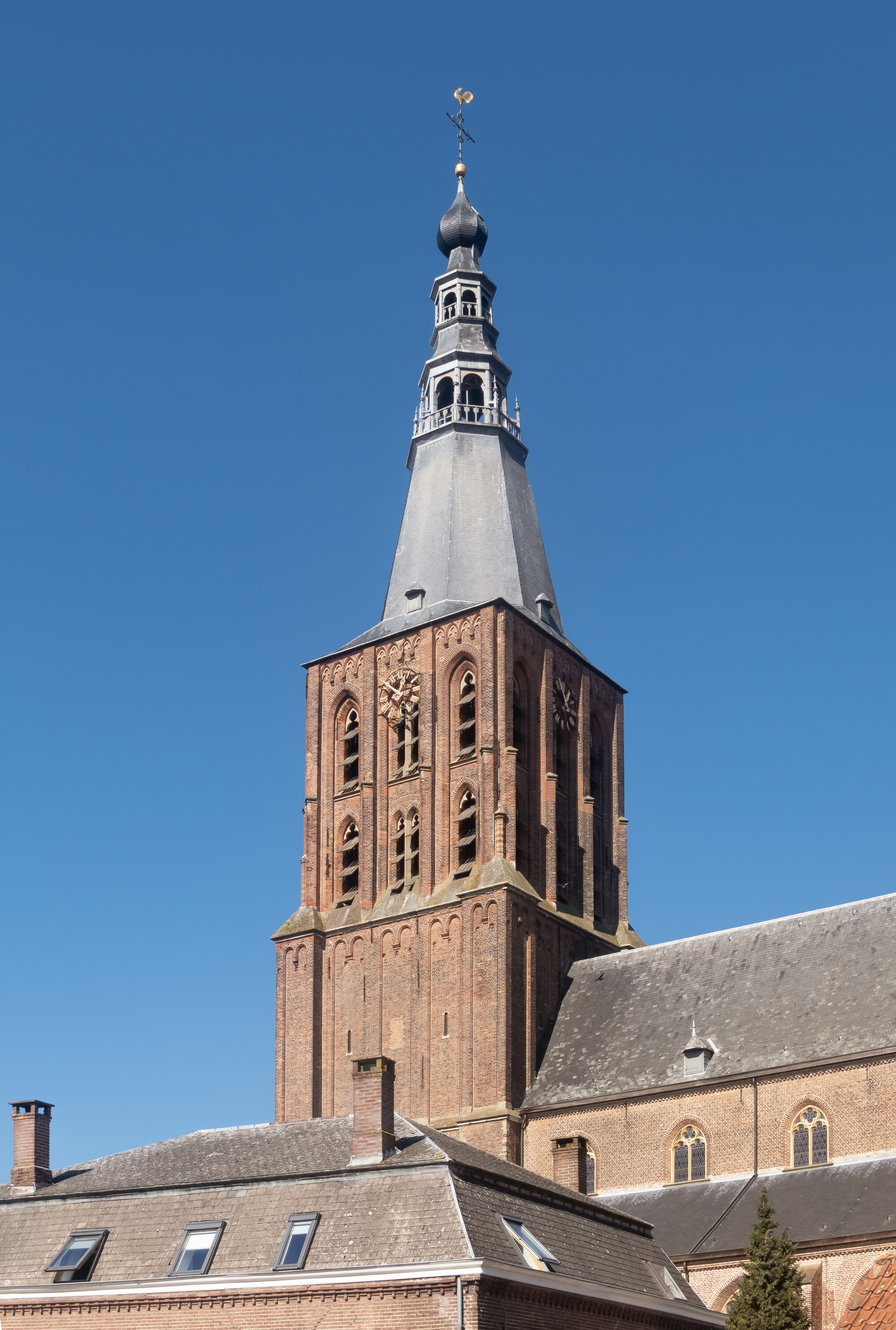
Boxtel, Turm der Basilica (Sint-Petrusbasiliek)
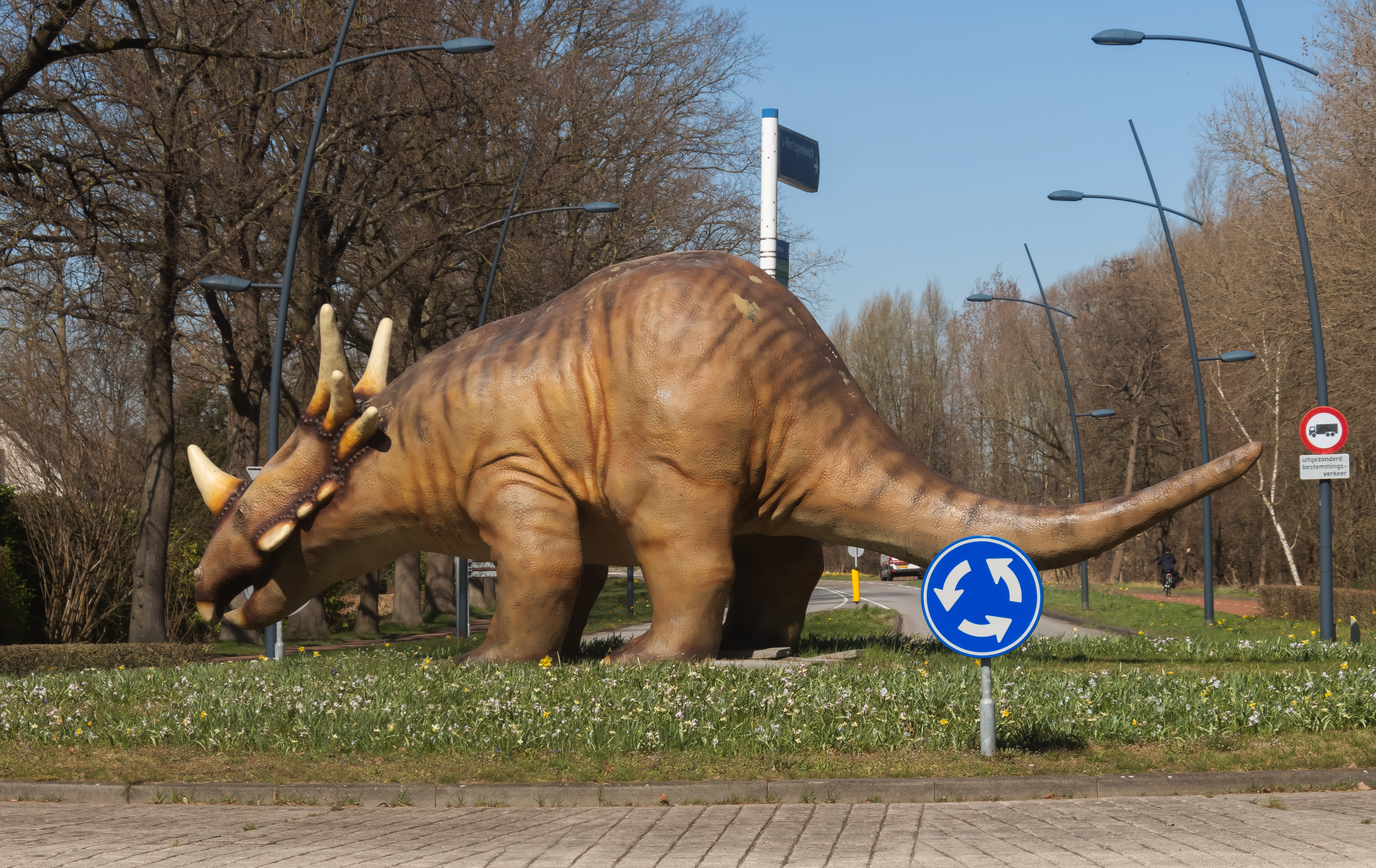
Boxtel, Kreisverkehr: Dinorotonde
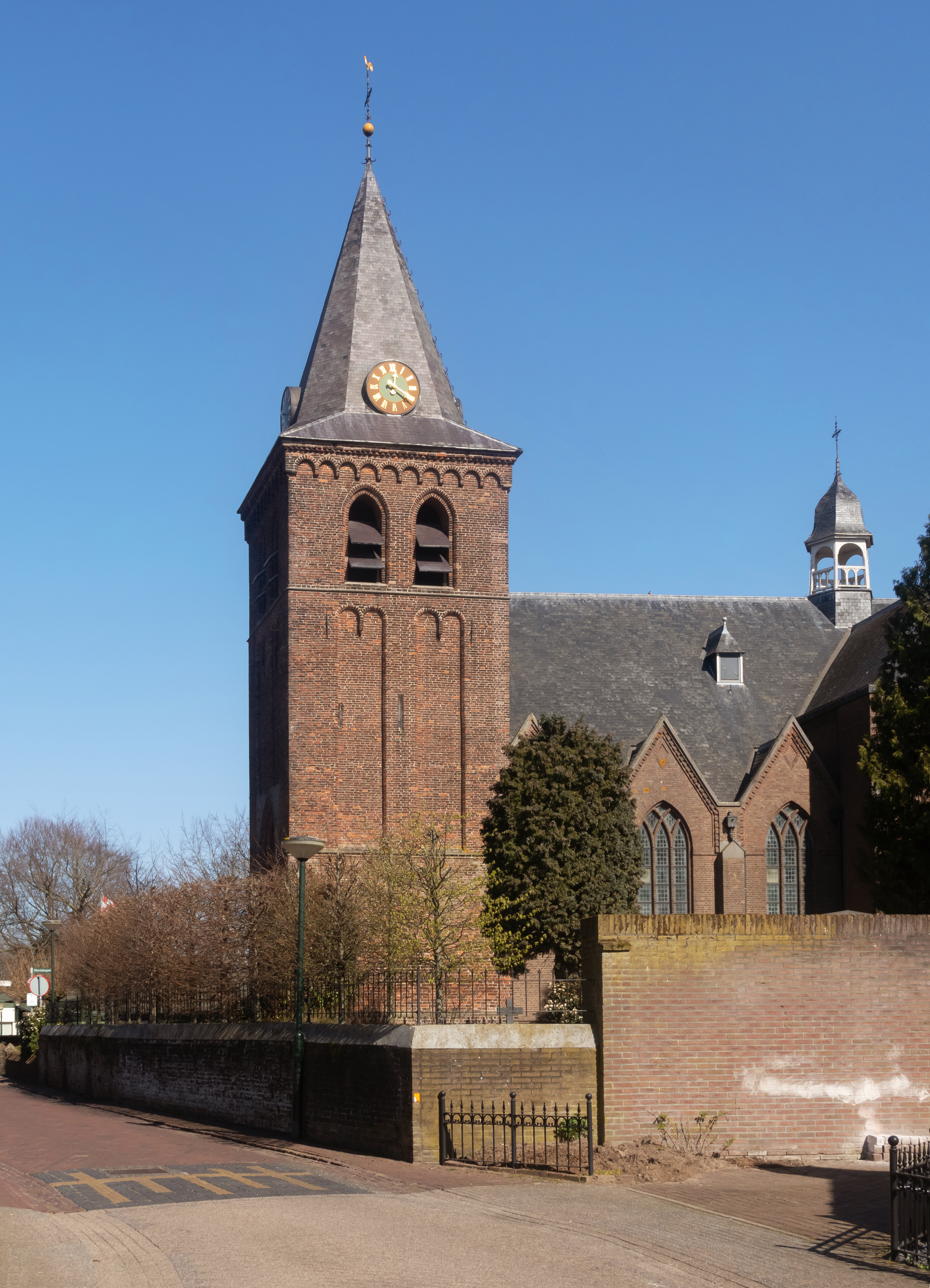
Esch, Kirche: Sint-Willibrorduskerk
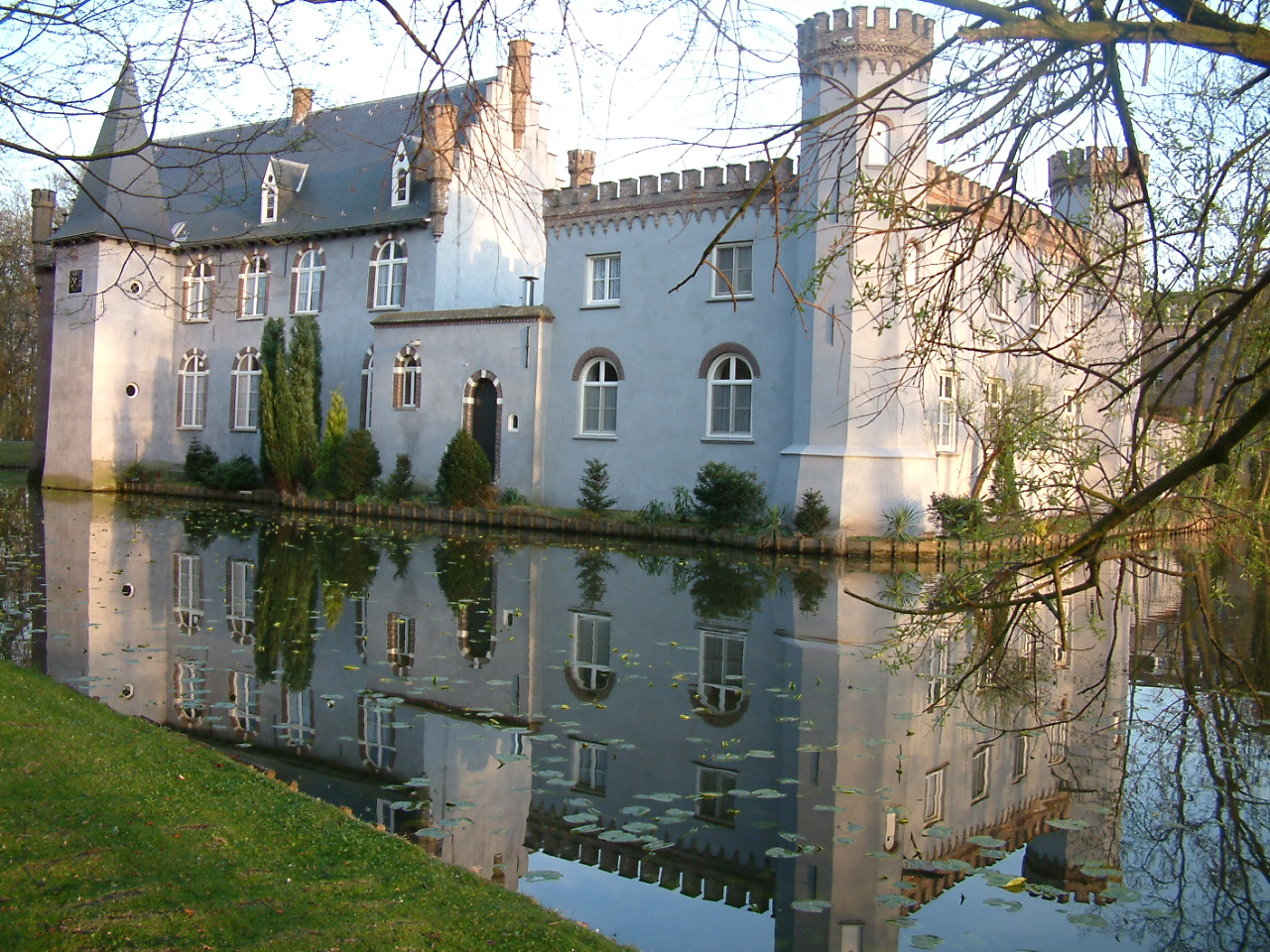
Kasteel Stapelen

## Politik
Die Lokalpartei BALANS gewann die Kommunalwahl am 18. November 2020 und konnte damit ihren Wahlsieg aus dem Jahr 2018 verteidigen. Die Koalition der Legislaturperiode 2018–2022 bestand aus Combinatie95, D66, INbox und SP.

### Gemeinderat
Der Gemeinderat wird seit 1982 folgendermaßen gebildet:
| Partei                            | Sitze | Sitze | Sitze | Sitze | Sitze  | Sitze | Sitze | Sitze | Sitze | Sitze | Sitze | Sitze  |
| Partei                            | 1982  | 1986  | 1990  | 1994  | 1995 a | 1998  | 2002  | 2006  | 2010  | 2014  | 2018  | 2020 b |
| --------------------------------- | ----- | ----- | ----- | ----- | ------ | ----- | ----- | ----- | ----- | ----- | ----- | ------ |
| BALANS                            | –     | –     | –     | –     | –      | –     | –     | 3     | 5     | 4     | 5     | 7      |
| Combinatie95                      | –     | –     | –     | –     | 4      | 3     | 4     | 4     | 4     | 5     | 5     | 5      |
| CDA                               | 5     | 5     | 6     | 3     | 4      | 4     | 5     | 3     | 2     | 3     | 3     | 2      |
| PvdA                              | 2     | 4     | 3     | 2     | 2      | 3     | 3     | 4     | 3     | 2     | 1     | 2      |
| GroenLinks                        | –     | –     | 0     | 2     | 2      | 3     | 3     | 4     | 3     | 2     | 1     | 2      |
| VVD                               | 3     | 2     | 2     | 2     | 2      | 2     | 2     | 1     | 1     | 1     | 1     | 2      |
| SP                                | 4     | 4     | 4     | 5     | 1      | 2     | 2     | 2     | 2     | 4     | 3     | 2      |
| D66                               | 1     | 0     | 1     | 2     | 1      | 1     | –     | –     | 2     | 2     | 3     | 2      |
| INbox c                           | –     | –     | –     | –     | 2      | 3     | 3     | 2     | 3     | 2     | 2     | 1      |
| Boxtels Belang                    | –     | 1     | 2     | 4     | 5      | 3     | 2     | 1     | 1     | 2     | –     | –      |
| Progressieve Democratische Partij | –     | –     | –     | –     | –      | –     | –     | 1     | 0     | –     | –     | –      |
| Werknemerslijst                   | 3     | 2     | 2     | 2     | –      | –     | –     | –     | –     | –     | –     | –      |
| Lijst Gemonde-Boxtel              | 1     | 1     | 1     | 1     | –      | –     | –     | –     | –     | –     | –     | –      |
| Sociaal Democraten Boxtel         | –     | –     | 0     | –     | –      | –     | –     | –     | –     | –     | –     | –      |
| Nederlandse Christen Democraten   | 0     | –     | –     | –     | –      | –     | –     | –     | –     | –     | –     | –      |
| Gesamt                            | 19    | 19    | 21    | 21    | 21     | 21    | 21    | 21    | 23    | 23    | 23    | 23     |

Anmerkungen

### Kollegium von Bürgermeister und Beigeordneten
Die Koalitionsparteien Combinatie95, D66, INbox und SP stellen dem College van burgemeester en wethouders jeweils einen Beigeordneten zur Verfügung. Folgende Personen gehören zum Kollegium und sind in folgenden Bereichen zuständig:
| Funktion           | Name                     | Partei       | Ressort | Anmerkung                                  |
| ------------------ | ------------------------ | ------------ | --- | ------------------------------------------ |
| Bürgermeister      | Ronald van Meygaarden    | parteilos    | allgemeine Verwaltung, Politikkoordination und Kommunikation; öffentliche Ordnung und integrale Sicherheit; juristische Angelegenheiten und Vollzug; Dienstleistung und Geschäftsführung (inklusive Bürgerangelegenheiten); Koordination der räumlich-wirtschaftlichen Strategie; Promotion, Repräsentation und Marketing; interkommunale Zusammenarbeit; Bürgerpartizipation | seit dem 26. November 2019 im Amt          |
| Beigeordnete       | Peter van de Wiel        | Combinatie95 | Landerneuerung, Energiewende, Umgebungsvision; Natur, Umwelt und Nachhaltigkeit; räumliche Entwicklung; Erholung und Tourismus; Bodenbetrieb und Immobilienverwaltung; Wohnungswesen; Denkmalschutz und Altertum/Erbgut | erster Stellvertreter des Bürgermeisters   |
| Beigeordnete       | Eric van den Broek       | SP           | Wirtschaft; Einkommensfürsorge; Arbeitsmarktpolitik; Partizipation, gesellschaftliche Angelegenheiten; Koordination der Armutspolitik; Zentrum; lebenswerte Bezirke; bezirksgezieltes Arbeiten und Spielraumpolitik; Statusträger | zweiter Stellvertreter des Bürgermeisters  |
| Beigeordnete       | Maruška Lestrade-Brouwer | D66          | Sozialfürsorge, Gesundheitseinrichtungen, Gemeinschaftshaus; Wohl, Volksgesundheit und gesellschaftliche Arbeit; Bildung und Jugendhilfe; Verwaltung der Transformation von Jugendhilfe und des Sozialhilfegesetzes; Klijnsma-Gelder; Minderheiten; Subventionen | dritte Stellvertreterin des Bürgermeisters |
| Beigeordnete       | Herman van Wanrooij      | INbox        | Verwaltung öffentlichen Raumes, Verkehrsmaßnahmen und Mobilität; Parken; Erteilen von Genehmigungen, zweckmäßige Wasserwirtschaft und Kanalisation; Rohstoffplan; Sport; Finanzen, Steuern und Versicherungen/allgemeine Deckungsmittel, allgemein Etatmäßiges | vierter Stellvertreter des Bürgermeisters  |
| Gemeindesekretärin | Astrid Kraal             | —            | — | seit dem 1. Januar 2019 im Amt             |

## Partnerstädte
- Wittlich, Deutschland

## Söhne und Töchter der Stadt
- Marcel Wanders (* 1963), Designer
- Piet-Hein Geeris (* 1972), Hockeyspieler
- Jeroen Delmee (* 1973), Hockeyspieler
- Sander van der Weide (* 1976), Hockeyspieler
- Michael van Gerwen (* 1989), Dartspieler
- Glenn Schuurman (* 1991), Hockeyspieler
- Sam Feldt (* 1993), DJ
- Armando Obispo, (* 1999), Fußballspieler